# Nanodomini
En biologia molecular, un nanodomini, en referència a la senyalització per calci, és el punt en què les proteïnes d'unió al calci (o "sensors") es troben a pocs nanòmetres d'un canal de calci obert.
Distàncies majors de senyalització (>100 nm) s'anomenen microdominis.